# Chauveau
För andra betydelser, se Chauveau (olika betydelser).
Chauveau är en udde i Antarktis. Den ligger i Västantarktis. Argentina, Chile och Storbritannien gör anspråk på området.
Terrängen inåt land är huvudsakligen kuperad, men åt sydväst är den bergig. Havet är nära Chauveau åt sydväst. Trakten är obefolkad. Det finns inga samhällen i närheten.